# Antonio López (ilustrador)
Antonio López Cruz (Utuado, Puerto Rico, 11 de febrero de 1943 – Los Ángeles, Estados Unidos, 17 de marzo de 1987) fue un ilustrador de moda y, secundariamente, fotógrafo, cuyo trabajo apareció en publicaciones como Vogue, Harper's Bazaar, Elle, Interview y The New York Times. Se han publicado varios libros que recogen sus ilustraciones, que se han revalorizado en el siglo XXI, reconociendo su influencia en la cultura de la segunda mitad del siglo XX. En su obituario, The New York Times lo definía como un 'importante ilustrador de moda'. Generalmente firmaba sus obras como 'Antonio'.

## Biografía
La familia de Antonio López, a quien la bibliografía en inglés lo denomina Antonio Lopez, se trasladó a Nueva York en El Bronx, cuando tenía siete años. Sus padres, María Luisa Cruz y Francisco López lo influenciaron para que aplicara sus destacados talentos artísticos a la moda. Para mantener a su hijo fuera de las calles, su madre, una costurera, le pedía que dibujara flores para sus bordados. También ayudaba a su padre, un fabricante de maniquíes, a maquillar y coser las pelucas de las figuras.
En su adolescencia, pensó en convertirse en bailarín, pero finalmente se dedicó a lo que llamó 'su primer amor': el dibujo. A sus doce años, obtuvo una beca para la Traphagen School of Fashion, graduándose en 1955 en Ilustración y asistió a la High School of Art and Design, en Manhattan que formaba parte del sistema escolar de Nueva York. Al graduarse, fue aceptado en el Fashion Institute of Technology (FIT), donde sus profesores le apoyaron en sus esfuerzos por emprender una carrera en la ilustración de moda.
Mientras asistía a las clases del FIT, en 1962, comenzó a colaborar eventualmente como ilustrador en Women's Wear Daily Debido al éxito obtenido, dejó el instituto y comenzó a trabajar a tiempo completo en la publicación. Alrededor de seis meses después, le ofrecieron un puesto en The New York Times donde, después de cubrir primeramente el teatro, pronto comenzó una larga y productiva colaboración con la sección de moda. Allí pudo explorar la influencia que varios estilos artísticos, como el Pop Art, Op-art, Surrealismo y otros, tuvieron en el diseño de moda. 
Firmaba su obra simplemente como “Antonio”, incluso después de iniciar una estrecha colaboración que desembocó en una sociedad creativa y comercial con Juan Eugenio Ramos, un amigo, también puertorriqueño, que conoció en el FIT, y que durante algunos años fueron pareja sentimental. Ramos y López se complementaron muy bien para conseguir una creatividad de época, donde López aportaba su destreza para el dibujo y Ramos era el equivalente a un director de arte, investigando y buscando inspiración cultural y colorista a los contornos de López.
La búsqueda de la inspiración en el mundo de la ilustración de moda, cuando la fotografía había entrado de lleno en el mundo de las revistas era esencial. La palabra era innovación, y López y Ramos lo tenían claro. Así para un encargo de 1963, pasó de dibujar las tradicionales figuras largas y de extremidades delgadas a hacer figuras más gruesas en homenaje al cubista Fernand Léger. En declaraciones a la revista People en 1982, López afirmaba:

“Cuando llegué a la ilustración de moda, era un arte muerto, realmente aburrido, catalogado, muy WASPy. Le di una transfusión”.

Desde los primeros años de la década de los 60 , También trabajó como freelance para revistas de moda como Vogue, Harper's Bazaar, Elle o Interview de Andy Warhol. En 1969 se trasladó a París junto con Ramos y fue socio de Karl Lagerfeld, que le había llamado, permaneciendo allí hasta mediados de la década de 1970.
López era conocido por descubrir jóvenes modelos con talento que se convertirían en sus musas, a menudo denominadas 'Antonio's Girls' ("Las chicas de Antonio") donde sus retratos con modelos como Jessica Lange (descubierta en 1974) o Grace Jones lanzaron sus carreras. Lopez discovered Jessica Lange in 1974.
Descubrió a Jerry Hall y vivió con ella en París al comienzo de su carrera como modelo.
'Descubrió' a las superestrellas de Warhol, Donna Jordan y Jane Forth, proporcionándoles un importante trampolín para sus incipientes carreras. López y Ramos también descubrieron a Pat Cleveland o Tina Chow.
Además de los libros de sus ilustraciones de moda, en 1985 se publicó el libro Antonio's Tales From the Thousand and One Nights (Los cuentos de las mil y una noches de Antonio). El libro fue la inspiración para el evento 'Arabian Nights' de Marc Jacobs en 2007.
Rizzoli publicó en septiembre de 2012 un libro sobre la carrera de Antonio López, Antonio Lopez: Fashion, Art, Sex, & Disco, de Roger Padilha y Mauricio Padilha (con prólogo del editor de la revista Vogue André Leon Talley y epílogo de la diseñadora de moda Anna Sui).
López exploró temas de deseos queer y de raza en su arte a través de referencias culturales a temas como Joséphine Baker o The Wild One.
Su círculo de amigos también incluía al fotógrafo Bill Cunningham. Alrededor de 1966 Antonio le presentó al fotógrafo David Montgomery, que le proporcionó a Cunningham su primera cámara.
López murió de sarcoma de Kaposi como complicación del SIDA en el Ronald Reagan UCLA Medical Center. Aunque vivía en Nueva York se encontraba en Los Ángeles para una exposición de su arte en la Galería Robert Berman de Santa Mónica. Lo acompañaba su amiga y modelo Susan Baraz.
Su amigo, colaborador y socio, Juan Eugenio Ramos le sobrevivió hasta 1995, cuando finalmente, también murió de SIDA.

## Documentales
- Antonio Lopez 1970: Sex Fashion & Disco. Escrito, producido y dirigido por James Crump.[16]